# ثوم مبكر النضج
ثوم مبكر النضج (الاسم العلمي: Allium praecox) هو نوع من النباتات يتبع جنس الثوم من فصيلة النرجسية.